# پوستکووو (شهرستان گرفیتسه)
پوستکووو (به لهستانی:  Pustkowo) یک روستا در لهستان است که در گمینا روال واقع شده‌است. پوستکووو ۱۲۳ نفر جمعیت دارد.